# Escola Secundária Samora Machel
A Escola Secundária Samora Machel (ESSM) é uma escola secundária moçambicana sediada na cidade da Beira.
A escola homenageia a Samora Machel, o primeiro presidente do Moçambique independente.

## Histórico
A história da Escola Secundária Samora Machel, começa com a criação do Liceu Pêro de Anaia, situado no bairro de Matacuane, na cidade da Beira, em Moçambique, através do Decreto Nº 40149, do Ministério do Ultramar, publicado em 29 de Abril de 1955.
O projeto para o edifício próprio do Liceu Pêro de Anaia data de 1956, sendo de autoria dos arquitetos Lucínio Cruz e Eurico Pinto Lopes. Foi inaugurado em 28 de maio de 1959.
Um ano após a independência do país, em 1976, o liceu ganha um novo nome, passando a chamar-se Escola Secundária de Beira-Sofala.
Com o trágico acidente aéreo que vitimou o então presidente de Moçambique Samora Machel, em 19 de Outubro de 1986, a escola passou a ser designada como Escola Secundária Samora Machel.
Os relatórios técnicos de 2017, do Ministério da Educação de Moçambique, apontaram que a escola estava com graves problemas estruturais e administrativos. A situação de degradação física não é recente, pois em anos anteriores as mesmas dificuldades técnicas já tinham sido apontadas.

## Desporto e olimpíadas escolares
Uma das excelências da ESSM é a prática desportiva, sendo que esta característica pode ser observada nos ótimos resultados que geralmente a escola alcança nas competições dos Jogos Desportivos Escolares de Moçambique.

## Pessoas notáveis
Leccionaram na ESSM algumas figuras ilustres como José Afonso e Lídia Jorge. Entre os seus muitos alunos está o cantor lírico Carlos Guilherme e o político Filipe Nyusi.